# Pedra Bonita (berg)
Pedra Bonita är ett berg i Brasilien.   Det ligger i kommunen Rio de Janeiro och delstaten Rio de Janeiro, i den sydöstra delen av landet, 900 km sydost om huvudstaden Brasília. Toppen på Pedra Bonita är 159 meter över havet.
Terrängen runt Pedra Bonita är kuperad åt nordväst, men åt sydost är den platt. Havet är nära Pedra Bonita söderut. Trakten är tätbefolkad. Närmaste större samhälle är Rio de Janeiro, 11,8 km nordost om Pedra Bonita. 